# Manfred Zach
Manfred Zach (* 26. Juni 1947 in Bad Grund (Harz)) ist ein deutscher Jurist und Schriftsteller.

## Leben
Manfred Zach studierte von 1966 bis 1971 an der Universität Heidelberg Rechtswissenschaften. Er war Mitglied im Sozialistischen Studentenbund, bevor er Mitglied der CDU wurde. Nach dem ersten Staatsexamen arbeitete er zeitweise als freier Journalist. 1974 legte er sein zweites Staatsexamen ab und trat eine Beamtenlaufbahn als Regierungsassessor beim Regierungspräsidenten in Stuttgart an.
1975 wechselte er als Pressereferent ins Staatsministerium des Landes Baden-Württemberg. Von 1978 bis 1991 leitete er das Grundsatzreferat im Staatsministerium; während dieser Zeit war er auch als Ghostwriter für den Ministerpräsidenten Lothar Späth tätig. Nach dessen Rücktritt wurde Zach im Range eines Ministerialdirigenten Leiter der Verwaltungsabteilung des baden-württembergischen Arbeits- und Sozialministeriums. Danach leitet er im Ministerium für Arbeit und Soziales die Abteilung „Arbeit und Soziale Sicherung“. Ende 2013 trat er in den Ruhestand.
Nachdem Manfred Zach bereits einige Sachbücher publiziert hatte, ist er seit 1996 mit erzählerischen Werken an die Öffentlichkeit getreten. In seinem Schlüsselroman „Monrepos oder die Kälte der Macht“ verarbeitete er seine Erfahrungen in der Stuttgarter Regierungszentrale unter den Ministerpräsidenten Filbinger und Späth. Schloss Monrepos steht für die Stuttgarter Villa Reitzenstein, den Sitz der Regierung des Bundeslands. Jedoch waren in den Figuren des Buches auch die real handelnden Politiker zu erkennen. In seinem Roman Die Bewerbung von 1999 schildert er die dramatisch aufgeladene Bürgermeisterwahl einer fiktionalen südwestdeutschen Kleinstadt, in der ein auswärtiger, norddeutscher Bewerber auf einen alteingesessenen Amtsinhaber als Platzhirschen trifft. Komplex wird die entworfene Geschichte dadurch, dass es wie bei Heinrich Bölls Romanen um einen psychologischen Entwicklungsroman geht, genauer: um die postume Aufarbeitung einer Vater-Sohn-Geschichte, zugleich aber um ein Sittengemälde der Beziehungs- und Konfliktlinien einer provinziellen deutschen kleinen Mittelstadt. Das alles spielt vor dem Hintergrund historisch verspätet bekannt werdender Einzelheiten unbewältigten moralischen Versagens in den Nazi-Regime-Jahren der deutschen Geschichte. Die dramaturgische Anlage der Romanstruktur verweist darauf, dass Zach sowohl eine Verfilmung oder Bühnenfassung im Sinn hatte als auch eine voraussehbare Nutzung als Schullektüre für die gymnasiale Oberstufe. Im Kern beschreibt er ein Basisverfahren gelebter Demokratie, die weichenstellende Wahl eines Stadtoberhauptes für fünf Jahre und die oft wenig bekannte Bedeutung von Stadtarchiven, auf erzählerisch attraktive Weise.
Zach gehörte bis 2001 dem Vorstand des Landesverbandes Baden-Württemberg des Verbands Deutscher Schriftsteller an. Am 21. Januar 2006 wurde im Alten Schauspielhaus Stuttgart „Schlossplatz“, sein erstes Theaterstück, uraufgeführt. In dem am gleichen Tag erscheinenden taz-Interview mit dem Teilzeit-Schriftsteller Zach bekennt dieser, dass ohne den Rücktritt Lothar Späths vom Ministerpräsidentenamt es die Schriftstellerlaufbahn für ihn wahrscheinlich nicht gegeben hätte. Stattdessen hätte ihm bei einer Kanzlerschaft Späths eine politische Karriere offengestanden. Daraus wurde nach dem Revirement nichts, aber über diese Umorientierung ist Manfred Zach im Nachhinein froh.

## Werke
- Mao Tse-tung. Anekdodisch. Bechtle, Esslingen 1969.
- Josef Doerr, Speyer am Rhein 1989 (zusammen mit Bernhard Meuser)
- Die manipulierte Öffentlichkeit. Politik und Medien im Beziehungsdickicht. Mut-Verlag, Asendorf 1995, ISBN 3-89182-065-8.
- Monrepos oder Die Kälte der Macht, Tübingen: Klöpfer & Meyer 1996
- Die Bewerbung. Roman Klöpfer & Meyer, Tübingen 1999, ISBN 3-931402-32-0.
- Bolero oder Die Rache des heiligen Michael, Tübingen: Klöpfer & Meyer 2002
- Gauner, Pinsel, Chicaneure. Eine kleine Geschichte der Bürokratie. Tübingen: Klöpfer & Meyer, 2005, ISBN 3-937667-69-5.